# Eclipse solar del 11 de julio de 1991

Animación del eclipse de Sol del 11 de julio de 1991.

El 11 de julio de 1991 se produjo un eclipse solar total. Empezó en el océano Pacífico y Hawái, continuó a través de México y siguió por Centroamérica (Guatemala, El Salvador, Nicaragua, Costa Rica y Panamá) hasta Sudamérica (Colombia, la región amazónica de Perú y Brasil). Este eclipse tuvo una duración récord en su punto máximo de 7 minutos y 2 segundos.

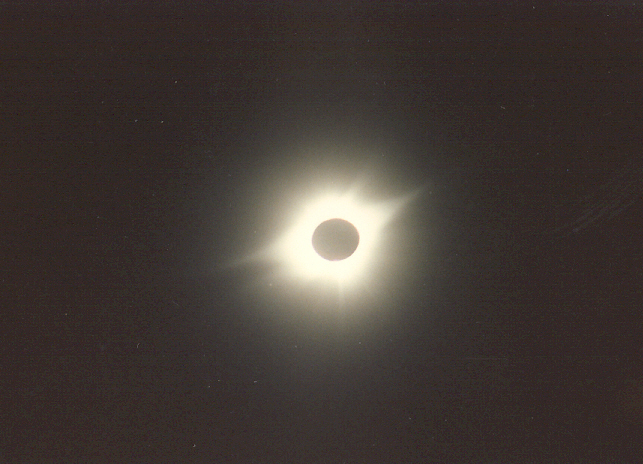
Momento desde el final de la fase de totalidad, Playas del Coco, Guanacaste, Costa Rica.
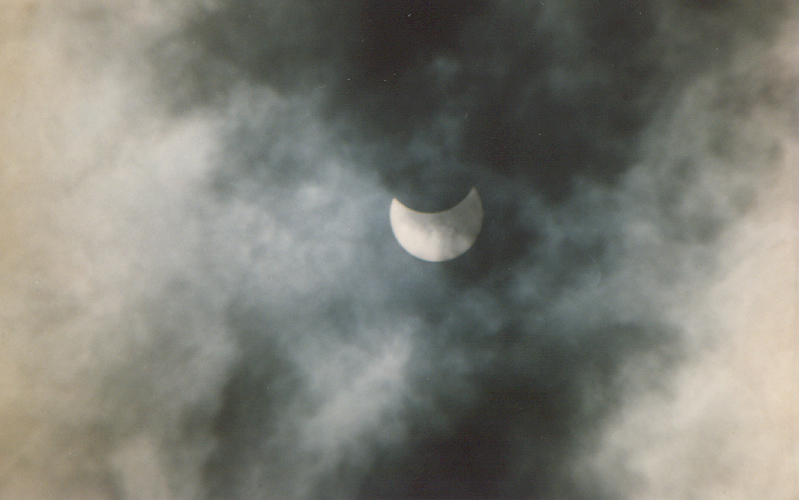
Fase parcial anterior a la totalidad vista a través de las nubes, Guanacaste, Costa Rica.
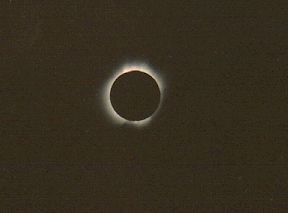
Fase de totalidad vista desde Guanacaste, Costa Rica.